# Paul-Mathieu Laurent
Paul-Mathieu Laurent, detto Laurent de l'Ardeche, (Bourg-Saint-Andéol, 14 settembre 1793 – Versailles, 7 agosto 1877), è stato uno storico e avvocato francese, bibliotecario del Senato nel 1853, poi conservatore dell'Arsenale nel 1854. La sua produzione scritta riporta testimonianze rilevanti della Francia imperiale in età napoleonica.
Uno dei suoi famosi scritti è "Storia di Napoleone" redatto dallo Stabilimento Fontain di Torino nel 1841, con stampe e miniature di Orazio Vernet.

## Opere
- Histoire de l'empereur Napoléon, su books.google.it.
- La maison d'Orléans devant la légitimité et la démocratie..., su books.google.it.
- Réfutation des mémoires du maréchal Marmont, su books.google.it.